# مارگیت (فلوریدا)
مارگیت (به انگلیسی: Margate) شهری در شهرستان برووارد ایالت فلوریدا است که در سال ۱۹۵۵ بنیان‌گذاری شده‌است. این شهر طبق سرشماری سال ۲۰۱۰ میلادی، ۵۳٬۲۸۴ نفر جمعیت داشته و مساحت آن نیز ۲۳٫۳ کیلومتر مربع است.